# 車上生活者
車上生活者（しゃじょうせいかつしゃ）は、字義をそのままに捉えた場合、自動車内を主要な住環境とする者全般を指す。
日本語においては、とりわけネガティブな事情を抱えて止むを得ずそれを長期も亘って行う者を指すことがほとんどである。さまざまな事情によって住宅で暮らすことができず（あるいは、できるのに選択せず）、自動車を住まいとしている者である。
多くは貧困が原因で車上生活を余儀なくされている。駐停車する場所によっては道路交通法上の違反行為となる（現代日本の場合、自動車の保管場所の確保等に関する法律〈車庫法〉違反などに問われる）。
なお、変事や楽しいイベントに際して“車上生活”を一時的に行うことは、宿泊することに主眼が置かれ、「車中泊/車内泊」という別の概念に集約される。また、リモートワークなど車上生活でも社会生活を営める場合は「バンライフ（VAN LIFE）」と積極的な呼称が用いられている。

## 車上生活者の実態

### 車上生活に至る経緯
車上生活者は、いわゆるホームレスの一種といえるが、もともと賃貸住宅などで生活していたが、借金や失職などを契機として家賃が払えなくなり、住宅から退去させられた結果、車上生活に至るようなパターンが多いと思われる。

### 住居がないのに車に住む理由
かつて屋根の下で暮らしていた時に車を所有していた者が、住むところを失った時に一時的に雨風をしのぐ手段として手っ取り早く車上生活に移行するケースが多いと考えられる。その理由として考えられるものを以下に挙げる。
- 賃貸住宅は家賃の滞納を主とする契約不履行を事由に退去させられるが、自動車についてはローンを抱えてさえいなければ、少なくとも次の車検日および諸経費（自動車税・自賠責の保険料など）の納付日まで通常の使用が可能である（諸経費を納付できない場合、売却する以外にない）。
- 主に停めて使用するため、冬季の暖房を除いて燃料代がかからず[1]、路上駐車であれば駐車料金も必要ない[1]。住宅（持ち家や賃貸住宅）や簡易宿泊施設と違って光熱費の負担もほとんど無い[1]。そのため、生活費が比較的安く済む[1]（※食費と冬季の暖房費[注 2]は逆に相当かさむが、総合的には安くなる傾向にある[1]）。
- 仮に故障や燃料切れなどによって自走不可能になっていたとしても、雨露を凌げる場所ではあり、路上生活に比べれば環境が良い。

もっとも、理由はそればかりではなく、個々にさまざまな事情のあることが分かっている。例えばNHK総合『クローズアップ現代+』の2019年（令和元年）11月19日放送回「車上生活　社会の片隅で…」では、妻に先立たれた7年前に普通乗用車で車上生活を始めたという元トラック運転手の高齢男性が紹介され、夫婦の思い出が詰まっている愛車を手放すことができず、さりとて住宅と愛車と生活を全て維持してゆく経済力は無いので、住宅を諦めざるを得なかったと答えた。仕方なく車中泊を続けるうちに車上生活者になってしまったといい、生活保護を受けようとも思ったが、自動車を所有していることで受給条件を満たせないため、門前払いを食らったと苦笑いした。ほかにも、認知症を患って徘徊を繰り返すようになった妻がご近所に迷惑をかけてしまうのではないかと心配するあまり、アパートを引き払って車上生活を始めたという70代の老夫婦もいた。児童虐待を受けてきた20代の男性は、対人関係が苦手で友人も恋人もおらず、人を避けたいがために車上生活を始めたといい、取り敢えず不満は無いとしながら、このままでいいとは思っていないとも答えた。
しかし何と言っても、日本の場合は、治安が安定していること、道の駅という非常に便利でありながら費用をかけずに利用できる（トイレや駐車場を24時間開放しているうえ、有料ながら食事もできる、中には有料ながら入浴もできるところもある）施設が全国各地に数多く生まれたこと、更には携帯電話（車上生活でも他人と随時連絡がとれる）、トランクルームおよびコインランドリーの普及が進んだことにより、車上生活がやりやすくなったことが大きいと考えられる。
一方で車上生活者は法規上は住所不定になるため、郵便物や宅配の荷物および行政サービスが受けられない問題もあるほか、進学や就職において不利な扱いを受けることもある。

### 日本での例
第二次世界大戦後復興期以降、しばらくの間、家を失った者に対して当局が廃車を住宅として提供するという政策が執られていた。1954年（昭和29年）には京都市交通局が京都市電の使わなくなった車両を「電車住宅」の名で住居の無い母子家庭に提供し、明くる1955年（昭和30年）には格安・月賦払い可の好条件で居住者に払い下げられている。
かつては、都市部でも駐車禁止の指定のない周縁部にしばしば車上生活者のコロニーを発見することができた。しかし、近隣住民の苦情や廃棄車両の不法投棄などが問題となり、21世紀初期においては、ほとんどの公道で終日駐車禁止の指定を受けているため、車上生活者のコロニーを発見することはまずない。
都市部に近い河川敷や海岸防砂林などの公有地、あるいは倒産したロードサイド店舗の駐車場などにしばしば車上生活を行う者が見られることもあるが、やはり管理者（国・自治体・物件所有者）などに定期的に排除されているようである。
2016年（平成28年）に発生した熊本地震では、家が倒壊して住めなくなった人たちの一部が車上生活を行うようになり、エコノミークラス症候群などによる震災関連死が問題となった。
道の駅は本来、24時間営業の無料休憩施設であり宿泊を想定したものではないが、夜間管理体制の緩い一部施設にマナー違反者が住みつき、2010年代後期には見過ごせない社会問題に発展した。
2019年（令和元年）8月20日には、軽乗用車を使って地元の道の駅で車上生活をしていた群馬県太田市出身の女（58歳）が、母親（92歳）の遺体を車内に放置していたことにより、死体遺棄の疑いで逮捕されている（その後、死亡届の提出期限を超過していないため不起訴処分となっている）。女は自分の母親と長男（27歳）という3世代3人で車上生活を約1年間続けた末、車内で亡くなった母親を4日間放置した後、自ら警察に通報したという。NHKはこの事件を機に関東地方における車上生活者の実態調査に乗り出している。関東地方にある全ての道の駅における過去5年間の目撃例もデータ化しており、それによると北関東を主として36パーセントの道の駅で確認されている。常日頃から駐車場を利用されてしまっている道の駅の関係者にしてみれば、高齢の車上生活者が亡くなることは珍しくないという。

### アメリカ合衆国での例
アメリカ合衆国では、トレーラーハウスで生活する階層が相当数いるとされ、彼らは勤務先に近い都市近郊のキャンプ場やトレーラーハウス専用の駐車サイト（ピット）などに定住し、そこから勤務先や学校などに出かけるというライフスタイルを取っている。
日本のようなホームレスの一種ではなく、彼らの大半は駐車サイトを居住地として市民登録を行ったれっきとした市民であり、郵便物は駐車サイトに併設されている郵便受けに投函される。自分たちの子供は地域の学校に通わせ、また、選挙があれば投票に行く。キャンプ場の設備管理者に対して月々の駐車サイト利用料、水道料金および電気料金も支払う。彼らのなかにはかつてのジプシーのように全米各地を放浪し、先々の土地での労働によって旅費と生活資金を蓄えては新たな土地を目指すライフスタイルをもつ者もいる。一方で、駐車サイトを利用しないトレーラーハウス居住者の多くは社会階層的に最底辺であり、賃金収入も少ないなど、ホームレスに近い貧困層と考えられている。